# Sathrochthonius crassidens
Sathrochthonius crassidens är en spindeldjursart som beskrevs av Beier 1966. Sathrochthonius crassidens ingår i släktet Sathrochthonius och familjen käkklokrypare. Inga underarter finns listade i Catalogue of Life.